# Season of Glass
Season of Glass je sólové studiové album umělkyně Yoko Ono. Vydáno bylo v červnu roku 1981 společností Geffen Records, půl roku po vraždě Johna Lennona, jejího tehdejšího manžela. Spolu se zpěvačkou desku produkoval Phil Spector. Umístila se na 49. příčce hitparády Billboard 200. Na obalu alba jsou Lennonovy zakrvácené brýle a zpola zaplněná sklenka vody, zatímco v pozadí je výhled na Central Park. V roce 1997 bylo album společností Rykodisc vydáno v reedici, která obsahovala dvě bonusové písně: „Walking on Thin Ice“ a a cappella verzi „I Don't Know Why“.

## Seznam skladeb
Autorkou všech skladeb je Yoko Ono.
| Pořadí | Název                      | Délka |
| ------ | -------------------------- | ----- |
| 1.     | Goodbye Sadness            | 3:48  |
| 2.     | Mindweaver                 | 4:24  |
| 3.     | Even When You're Far Away  | 4:12  |
| 4.     | Nobody Sees Me Like You Do | 3:31  |
| 5.     | Turn of the Wheel          | 2:41  |
| 6.     | Dogtown                    | 3:22  |
| 7.     | Silver Horse               | 3:03  |
| 8.     | I Don't Know Why           | 4:18  |
| 9.     | Extension 33               | 2:45  |
| 10.    | No, No, No                 | 2:43  |
| 11.    | Will You Touch Me          | 2:37  |
| 12.    | She Gets Down on Her Knees | 4:13  |
| 13.    | Toyboat                    | 3:31  |
| 14.    | Mother of the Universe     | 4:26  |

| Bonusy na reedici (1997) | Bonusy na reedici (1997) | Bonusy na reedici (1997) |
| Pořadí                   | Název                    | Délka                    |
| ------------------------ | ------------------------ | ------------------------ |
| 15.                      | Walking on Thin Ice      | 6:55                     |
| 16.                      | I Don't Know Why         | 2:11                     |

## Obsazení
- Yoko Ono – zpěv
- John Lennon – kytara, klávesy
- Tony Davilio – kytara, klávesy, dirigent
- Hugh McCracken – kytara
- George Small – klávesy
- Earl Slick – kytara
- Tony Levin – baskytara
- John Siegler – baskytara
- Andy Newmark – bicí
- Arthur Jenkins – perkuse
- David Friedman – vibrafon, perkuse
- George „Young“ Opalisky – sopránsaxofon, altsaxofon
- Michael Brecker – tenorsaxofon
- Ronnie Cuber – barytonsaxofon
- Howard Johnson – tuba